# تاريخ الطوابع البريدية والبريد في فلسطين
نشأ تاريخ الطوابع البريدية والبريد في فلسطين من موقعها الجغرافي كمفترق طرق بين إمبراطوريات الشرق الأدنى القديم وبلاد الشام والشرق الأوسط، وقد تم إنشاء خدمات البريد في المنطقة لأول مرة في العصر البرونزي، خلال حكم سرجون الأكدي، وقد أسست الإمبراطوريات التالية عددًا من الأنظمة البريدية المختلفة عبر الألفيات.
في عصر البريد الحديث، شملت إدارات البريد في فلسطين مكاتب البريد النمساوية، والفرنسية، والإيطالية، والألمانية، والمصرية، والروسية (من خلال الترتيبات مع الدولة العثمانية) وقوات الحملة المصرية والانتداب البريطاني والسلطات المؤقتة المختلفة قبل وبعد حرب 1948، ومنذ عام 1948 تم توفير خدمات البريد من قبل مصر والأردن وإسرائيل والسلطة الوطنية الفلسطينية.
عند مناقشة تاريخ البريد قبل عام 1948، يشير معظم هواة جمع الطوابع إلى هذه المنطقة الجغرافية باسم فلسطين أو الأرض المقدسة، على الرغم من أن بعضهم يستخدم أيضًا اسم "أرض إسرائيل". يستعرض هذا المقال تاريخ البريد الذي أدى إلى تشكيل الإدارتين البريدية الحاليتين في المنطقة، وهما إدارة بريد دولة إسرائيل والسلطة الوطنية الفلسطينية.

## خلفية

### العصور القديمة الكلاسيكية
قبل تاريخ البريد الحديث، أقامت الإدارات الإمبراطورية آليات لتوصيل الطرود والرسائل.
يعتقد أن أقدم استخدام لنظام بريدي في المنطقة يعود إلى العصر البرونزي، أثناء حكم سرجون الأكدي (2333-2279 قبل الميلاد)، حيث كانت إمبراطوريته "مرتبطة ببعضها البعض من خلال الطرق، وتوفرت فيها الخدمات البريدية بانتظام، والأختام الطينية التي استخدمت بدلاً من الطوابع، وهي موجودة الآن في متحف اللوفر وتحمل اسم "سرجون وابنه".
خلال الحكم الفارسي (538-333 قبل الميلاد)، شكلت شبكة واسعة من الطرق التي تحتفظ بها الحكومة الفارسية جزءًا من نظام بريدي إمبراطوري فعال، ويعزى إنشاء النظام البريدي وتحسين شبكة الطرق إلى الملك دارا الأول (521-486 قبل الميلاد). وكان المرسلون المجهزون بالخيول، المعروفون باسم "الرسل السريعين" (باللغة الفارسية: pirradaziš)، يحملون المراسلات بين القصر الملكي والمحافظات، ويتوقفون فقط للراحة وتناول الطعام، وتبديل الخيول عند الحاجة، في محطات الإمداد التي تقع على بعد يوم واحد من السفر تقريبًا،  يشكل النظام البريدي الفارسي خلفية للأحداث التي وصفت في سفر أستير في الكتاب المقدس العبري.

### الخلفاء العرب (628-1099)
طورت الدولة الأموية (661-750) نظامًا للخدمات البريدية، وقدمت "أول عملة عربية صرفة" في فلسطين،  ووُزعت الخانات على طول الطرق الرئيسية الشمالية-الجنوبية والشرقية-الغربية التي كانت تخدم الحجاج والمسافرين، مما سهل تشغيل الخدمة البريدية المعروفة باسم البريد،  تحت حكم الدولة العباسية (750-969)، ومازالت الكلمة تستخدم اليوم للإشارة إلى "البريد" في جميع أنحاء العالم العربي، واستخدم نظام البريد الحمامي خلال حكم الفاطميين (969-1099)، وحسنه المماليك فيما بعد، وتم الاحتفاظ بسجلات الأنساب للحمام الزاجل.

### الفترة الصليبية (1099-1187)
سجل مؤرخو الحملة الصليبية الأولى اعتراض رسالة تحذيرية لدوق قيسارية ماريتيما من قدوم جيوش الصليبيين عندما أسقط صقر حمام زاجل فوق معسكر عسكري للصليبيين في مايو 1099، وكانت الرسالة تحث دوق قيسارية على التصدي لهم وتحذير المدن الأخرى منهم.
استخدمت حمام الزاجل بانتظام في هذه الفترة، وعلى سبيل المثال فقد لاحظ إدوارد جيبون أنه خلال حصار الصليبيين لعكا (1189-1191)، أبقى سكان المدينة المحاصرة بمراسلات منتظمة مع قوات السلطان عبر الحمام الزاجل.

### حكم المماليك (1270-1516)
خلال حكم المماليك، تم تشغيل خدمة البريد المرسل على ظهر الحيوانات في دير البلح، واللد، واللجون وغيرها من البلدات والمدن على طريق القاهرة إلى دمشق. وكان النظام البريدي الذي أنشأه المماليك بقيادة الظاهر بيبرس معروفًا أيضًا باسم البريد، كما كان خلال فترة حكم الخلفاء العرب. ونسب أحد أبناء عمومة كبير الأمناء لسلطان بيبرس اعتماد البريد وتطويره من قبل المماليك إلى توصيات عمه الصاحب شرف الدين أبو محمد الوهاب، وسجل الابن الأعمى أنه في استجابة لطلب من بيبرس بالحصول على أحدث المستجدات بشأن الفرنجة والمغول، "شرح له ما حققه البريد في العصور القديمة والخلافة واقترح هذا النظام عليه؛ أعجبت الفكرة للسلطان وأمر بإنشائه".
بعدما أزاح المماليك الصليبيين، ضموا مناطق الدولة الأيوبية، وهزموا جيش المغول في الأناضول، وأنشأ بيبرس مقاطعة سوريا (التي شملت فلسطين)، ووضع دمشق عاصمتها. وفي هذه المرحلة كانت الاتصالات الإمبراطورية في جميع أنحاء فلسطين فعالة لدرجة أن بيبرس كان يفخر بأنه يمكنه لعب البولو في القاهرة ودمشق في نفس الأسبوع. وكان هناك نظام بريد سريع أكثر فعالية يستخدم حمام الزاجل لتبادل الرسائل بين المدينتين. وقد لاحظ "ريموند أوف أجيلس" استخدام البريد في تشكيل اتحاد دفاعي ضد الصليبيين، واعتبره أمرًا "غير رياضي".

## الحكم العثماني (1516-1918)

### الخدمات البريدية في العهد العثماني
أثناء الحكم العثماني في فلسطين، كانت الطوابع التي أصدرتها السلطات العثمانية صالحة في فلسطين. وفي عام 1834 وبعد تحسين نظام النقل والاتصالات، أنشأ العثمانيون نظام بريد إمبراطوري جديد. كانت مكاتب البريد العثمانية تعمل في معظم المدن الكبيرة في فلسطين، بما في ذلك عكا وحيفا وصفد وطبريا ونابلس والقدس ويافا وغزة،  وبفضل عمل العلماء المتخصصين في الطوابع من الممكن إعادة بناء قائمة موثوقة لمكاتب البريد العثمانية في فلسطين.
أدى الفرمان الإمبراطوري الصادر في 12 رمضان 1256 هـ (14 أكتوبر 1840م)  إلى تحسينات جوهرية في النظام البريدي العثماني، وأُنشئت شبكة من طرق الإرسال المنتظمة،  وبدءًا من عام 1841م، تم تمديد مسار بيروت لخدمة فلسطين، حيث يذهب من بيروت عبر دمشق وعكا إلى القدس.
تم تنظيم خدمات البريد على المستوى المحلي من قبل حكام المقاطعات، وطُرحت هذه العقود (posta mültesimi) للمزاد العلني سنوياً في شهر مارس،  ويُذكر أن رجال أعمال إيطاليين يدعوا سانتيلي وميشاريلي أصبحوا متعاقدين لخدمة البريد في عام 1846 وشغلوا الخدمة من القدس إلى الرملة ويافا وصور وصيدا. وبحلول عام 1852، تم تشغيل خدمة أسبوعية من صيدا عبر صور وعكا (اتصال ببيروت) وحيفا ويافا إلى القدس، كما خدمت نابلس بدءاً من عام 1856. وفي نفس العام دخل مساران جديدان في العمل: القدس - الخليل - غزة، وطبريا - الناصرة - شفا - عمرو - عكا. وفي عام 1867، تم تشغيل مسار القدس - يافا مرتين في الأسبوع، وابتداءً من عام 1884 كان مسار نابلس - يافا يتلقى إرساليات يومية.
في القرن الأخير من الحكم العثماني، والخدمة البريدية العثمانية، سُمح لما يصل إلى ستة قوى أجنبية بتشغيل خدمات بريدية على أراضي الدولة العثمانية، وكانت هذه الحقوق مشتقة من الامتيازات العثمانية والمعاهدات الثنائية الأخرى. وفي بداية الحرب العالمية الأولى، ألغت السلطات العثمانية الحقوق البريدية التي تمتعت بها القوى الأجنبية في جميع أنحاء الإمبراطورية، وابتداءً من عام 1900 حتى نهاية الحرب مُنع المواطنون العثمانيون من استخدام خدمات مكاتب البريد الأجنبية.

في كتاب "(بالإنجليزية: A Handbook for Travellers in Syria and Palestine)‏ - دليل للمسافرين في سوريا وفلسطين (1858)"، يصف جوزياس ليزلي بورتر النظام الذي تشغله السلطات العثمانية في ذلك الوقت على النحو التالي:
"لا يزال البريد في سوريا في مراحله الأولى، ويوجد رسائل أسبوعية بين القدس وبيروت، وتستغرق حوالي أربعة أيام، وهناك بريد نصف أسبوعي بين دمشق وبيروت، ويستغرق حوالي 22 ساعة في الطقس الجيد، ولكن في بعض الأحيان يستغرق أسبوعين في الشتاء. ويوجد كذلك رسالة بريدية أسبوعية من دمشق إلى حمص وحماة وحلب والقسطنطينية،  ويستغرق الوقت الكلي للرحلة 12 يومًا. وتتم عملية العنونة لجميع الرسائل المرسلة عبر هذه الطرق باللغة العربية أو التركية، ويجب أن تكون مدفوعة مقدمًا. ولا يوجد صلة بين البريد التركي والبريد الخاص بأي بلد آخر، وبالتالي يجب إرسال رسائل الدول الأجنبية إما من خلال القنصليات أو وكلاء البريد الخاصة بتلك الدول المقيمين في الموانئ البحرية."

#### مكاتب البريد العثمانية
في البداية، كانت جميع المرافق البريدية تحمل صفة محطات الترحيل، وكانت الرسائل تتلقى ختمها البريدي فقط في مكتب بيروت، باستثناء ختمات "جبل لبنان"  التي يعتقد أنها وُضعت في محطة الترحيل "شتورة" في لبنان. وفي الستينيات من القرن التاسع عشر تمت ترقية معظم محطات الترحيل إلى مكاتب بريد رئيسية، وحصلت على ختم بريدي خاص بها، وكانت هذه الختمات بشكل أساسي ختمات سلبية في البداية،  وغالبا ما كانت ختمات قسم المكتب البريدي تحتوي على عبارة "بوستا شوبيسي"، بينما تحتوي ختمات قسم البريد السريع على عبارة "تلغراف هاني"، وذلك تمييزا لها عن قسم البريد السريع، وفي عام 1860 بلغ عدد المرافق البريدية في فلسطين 10 مرافق، وأرتفع العدد إلى 20 في عام 1900 ومن ثم إلى 32 في عام 1917. وكانت هناك مكاتب بريد سفرية تعمل على ثلاثة مسارات: يافا - القدس،  ودمشق - حيفا،  والمسعودية - نابلس،  ولا توجد علامات بريد معروفة لخطوط السكك الحديدية الأخرى.

#### أسعار البريد العثماني (1840-1918)
حددت المراسيم الإمبراطورية الصادرة في 12 رمضان 1256 هـ،  الفرق بين ثلاثة أنواع من الرسائل : الرسائل العادية، والرسائل المسجلة، والرسائل الرسمية،  وبناءًا على ذلك تُحسب الرسوم وفقاً لنوع الرسالة والوزن والمسافة (التي تُقاس بالساعات): في عام 1840 كانت تكلفة الرسالة العادية التي يزيد وزنها عن 10 غرامات بمعدل 1 بارة لكل ساعة. وتطبق رسوم خاصة على العينات، والرسائل المؤمنة، والتسليم السريع، والأشياء المطبوعة، وما إلى ذلك. وقد تغيرت هذه الأسعار البريدية بشكل متكرر، وأُضيفت خدمات جديدة على مر السنين، وعندما انضمت الدولة العثمانية إلى الاتحاد البريدي العالمي في 1 يوليو 1875، كانت الأسعار العثمانية في الخارج متوافقة مع قواعد الاتحاد البريدي العالمي.

### مكاتب البريد الأجنبية

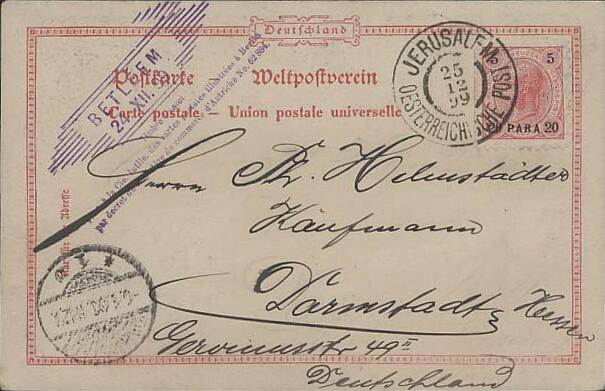
بطاقة بريدية أُرسلت في عيد الميلاد عام 1899 من بيت لحم عبر البريد الخاص إلى القدس، ثم بالبريد النمساوي إلى ألمانيا

حصلت النمسا وفرنسا على تصاريح لتقديم الخدمات البريدية في المدن الرئيسية في الدولة العثمانية في عام 1837، وفي عام 1852 فتح البلدين مكاتب بريد أجنبية في المدن الرئيسية في فلسطين، وحذت دول أوروبية أخرى حذوها، حيث حصلت روسيا على ترخيص في عام 1856، وألمانيا في عام 1898، وإيطاليا في عام 1908. تسهل هذه المكاتب البريدية الأجنبية الاتصالات الاجتماعية والعائلية وتحويلات الأموال من أوروبا إلى الأرض المقدسة.

#### مكاتب البريد الروسية
أسس الروس طرقًا ملاحية في شرق البحر الأبيض المتوسط في بداية القرن التاسع عشر وقدموا خدمة بريدية. بدأت خدمة البريد الروسية في الامبراطورية العثمانية عام 1856 وكانت تديرها الشركة الروسية للتجارة والملاحة حيث وفرت خدمة البريد بين المكاتب المختلفة وأرسلت البريد إلى روسيا عبر أوديسا ومُنحت مكاتبهم وضع مماثل لمكاتب البريد الروسية العادية عام 1863، وكانت هناك وكالات الشحن والبريد التابعة للشركة الروسية في مدن أخرى في فلسطين مثل عكّا (1868-1873)، وحيفا (1859-1860، 1906-1914)، يافا (1857-1914)، والقدس (1901-1914).

#### مكاتب البريد النمساوية

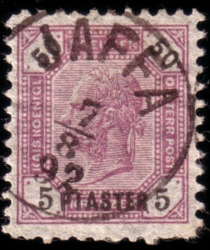
طابع نمساوي عادي طُبع عليه 5 قروش بقيمة 50 كرويتزر، وتم إلغاؤه في 7 أغسطس 1892 في مدينة يافا.

أسست الإمبراطورية النمساوية نظامًا بريديًا في البحر الأبيض المتوسط من خلال شركة الشحن النمساوية "أوسترايشر لويد". وكانت وكالات البريد لويد تعمل في يافا (1854)، وحيفا (1854)، والقدس (1852). وأصبحت هذه المكاتب الثلاثة فيما بعد مكاتب البريد النمساوية الإمبراطورية والملكية: القدس (مارس 1859)، يافا وحيفا (1 فبراير 1858). كما وجدت وكالات لجمع البريد وتحويله في ميا شيريم (القدس)، وصفد، وطبريا. وقد تم توصيل البريد في صفد وطبريا عن طريق مندوب خاص عن طريق العامل القنصلي النمساوي المحلي. ولم تخدم النمساويون مدينتي الناصرة وبيت لحم بالبريد. وتم ترتيب خدمة البريد إلى القدس بشكل خاص.
في عدد من المستوطنات اليهودية، كان التجار المحليون أو المسؤولون يعملون كوكلاء لجمع وايداع البريد: غديرا، والخضيرة، وبئر طوفيا وبتاح تكفا، ورحوفوت، وريشون لتسيون، ويفنئيل، وزخرون يعقوب. عن طريق ترتيبات خاصة، كإغراء لاستخدام الخدمة النمساوية للبريد الأجنبي أيضًا، نقلت البريد النمساوي الرسائل والبطاقات بين هذه المستوطنات اليهودية مجانًا، ولم يكن من الضروري استخدام الملصقات المحلية أو ملصقات الصندوق القومي اليهودي على مثل هذا الموضوع البريدي.
كانت الطوابع المستخدمة هي الطوابع النمساوية المخصصة للومبارديا فينيشيا، وبعد عام 1867 ظهرت الطوابع النمساوية للشرق الأدنى.

#### مكاتب البريد الفرنسية
أدرات فرنسا عددًا من مكاتب البريد في الإمبراطورية العثمانية، بالتعاون مع القنصليات الفرنسية المحلية. ففي فلسطين تم فتح ثلاثة مكاتب بريد: في يافا (1852) والقدس (1890) وحيفا (1906)، وكانت الطوابع المستخدمة طوابع فرنسية عادية، وبعد عام 1885 تم وضع ختم على الطوابع بالعملة التركية، ومن عام 1902 كانت هناك طوابع فرنسية لبلاد الشام،  وقد وصف بورتر النظام البريدي الفرنسي بأنه "سريع وآمن، على الرغم من التغييرات المتكررة."  حيث تغادر سفن البريد الفرنسية، المعروفة باسم "(بالفرنسية: Messagerie Imperiale)‏ - الخط البريدي"،  والتي تديرها شركة الخدمات البحرية،  كل أسبوعين من سواحل سوريا إلى الإسكندرية والقسطنطينية. يمكن إرسال الرسائل من موانئ الإسكندرونة واللاتقية وطرابلس وبيروت ويافا إلى إيطاليا وفرنسا وإنجلترا أو أمريكا.

#### مكاتب البريد الألمانية

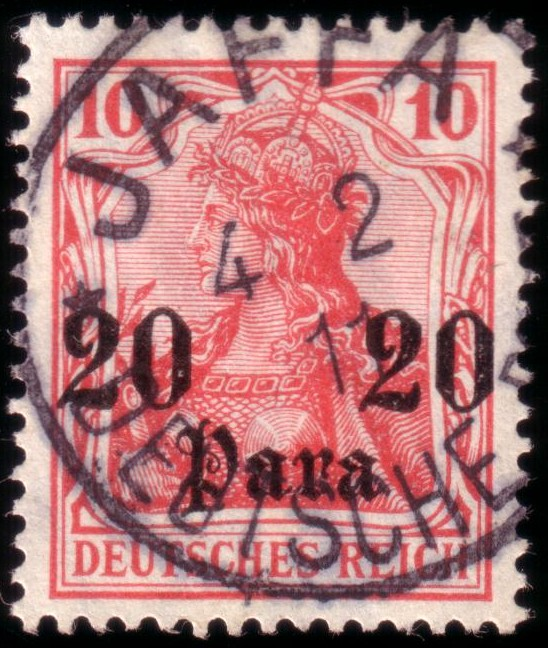
طابع ألماني صادر في سوريا في عام 1906، وتم إلغاءه في مدينة يافا في 4 فبراير 1911.

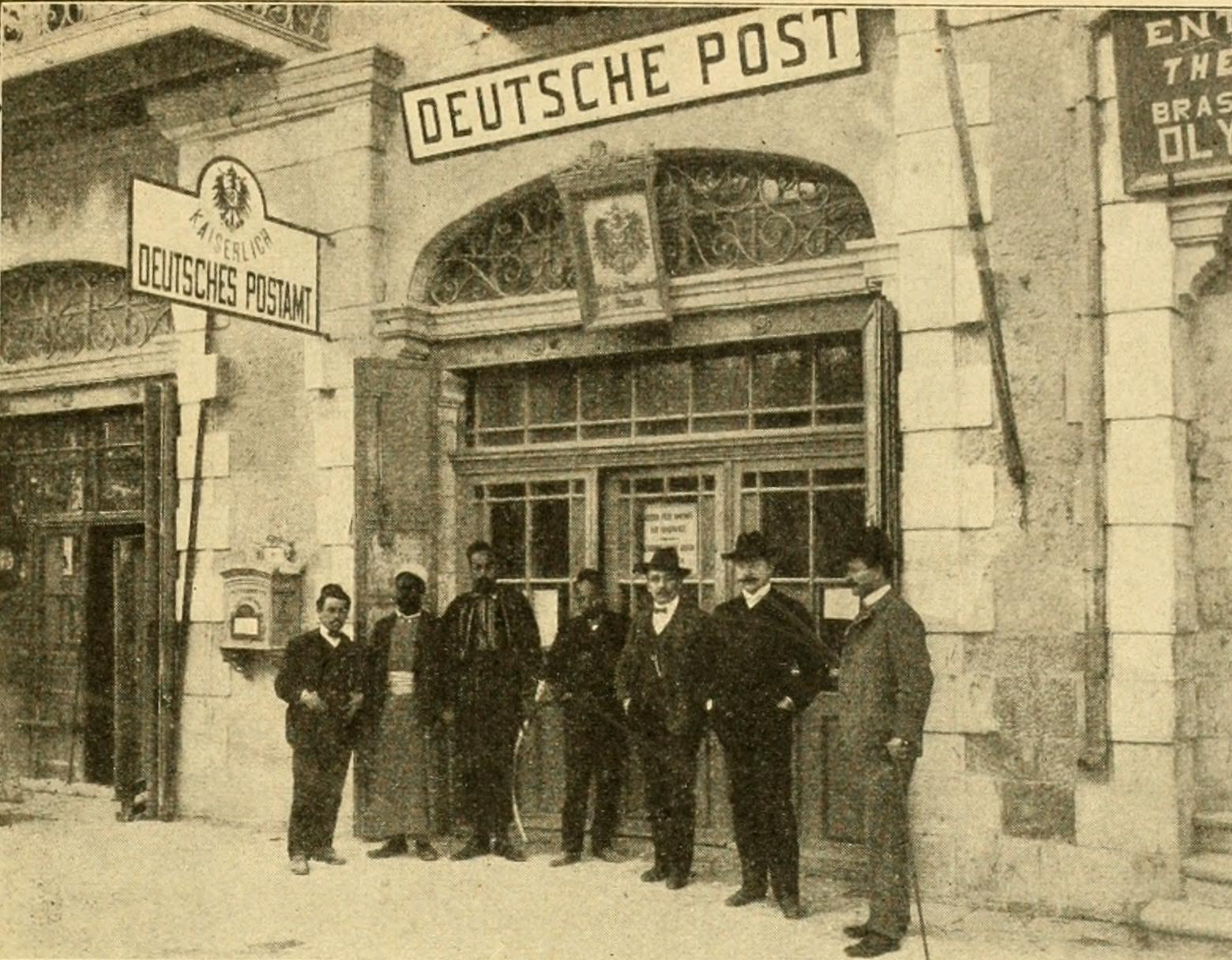
موظفو البريد يقفون خارج مكتب البريد الألماني في القدس، عام 1921.

افتتحت الإمبراطورية الألمانية مكتبها الأول في الأول من أكتوبر 1898 في يافا، وتبعه مكتب في القدس في الأول من مارس 1900،  وتم إغلاق المكتبين في سبتمبر 1914،
كانت وكالات التحصيل المساعدة موجودة في الرملة (1902)، ريشون لتسيون (1905)، وفيلهيلما (1905)، وسارونا (1910)، وعمواس (1909)، سبيل أبو نبوت (1902، وهي مركز حجر صحي على حدود مدينة يافا)، وباب الخليل في القدس،  وكانت نقاط جمع البريد أيضًا في بيت جالا وبيت لحم والخليل ورام الله. وكانت تستخدم الطوابع الألمانية العادية والطوابع المطبوعة بالعملتين التركية والفرنسية،  وكانت الطوابع تُلغى فقط في ثلاثة مكاتب بريد، وتتلقى البريد من الوكالات ختمًا مربعًا.

#### مكاتب البريد الإيطالية
أفتتح مكتب البريد الإيطالي في القدس في الأول من يونيو 1908، واستمر في العمل حتى الثلاثين من سبتمبر 1914، وأغلق بشكل مؤقت بين الأول من أكتوبر 1911 وحتى الثلاثين من نوفمبر 1912،  وكانت الطوابع الإيطالية عادية غير مطبوع عليها شيء، بجانب الطوابع التركية والطوابع المطبوع عليها "القدس".

#### مكاتب البريد المصرية
عمل مكتب البريد المصري في مدينة يافا من يوليو 1870 وحتى فبراير 1872، وتميز البريد المصري بطابع خاص يحمل اسم "البريد المصري في يافا"،  وختم بريدي يشير إلى يافا.

#### خدمات بريدية أخرى
تمكن المسافرون الإنجليز من تلقي البريد الوارد من الخارج إذا كان موجهًا لعناية القنصل الإنجليزي في بيروت، وحلب، والقدس ودمشق، أو بشكل بديل إلى عناية تاجر أو مصرفي.

## طوابع وخدمة قوة التجريد المصرية البريطانية (1917-1920)

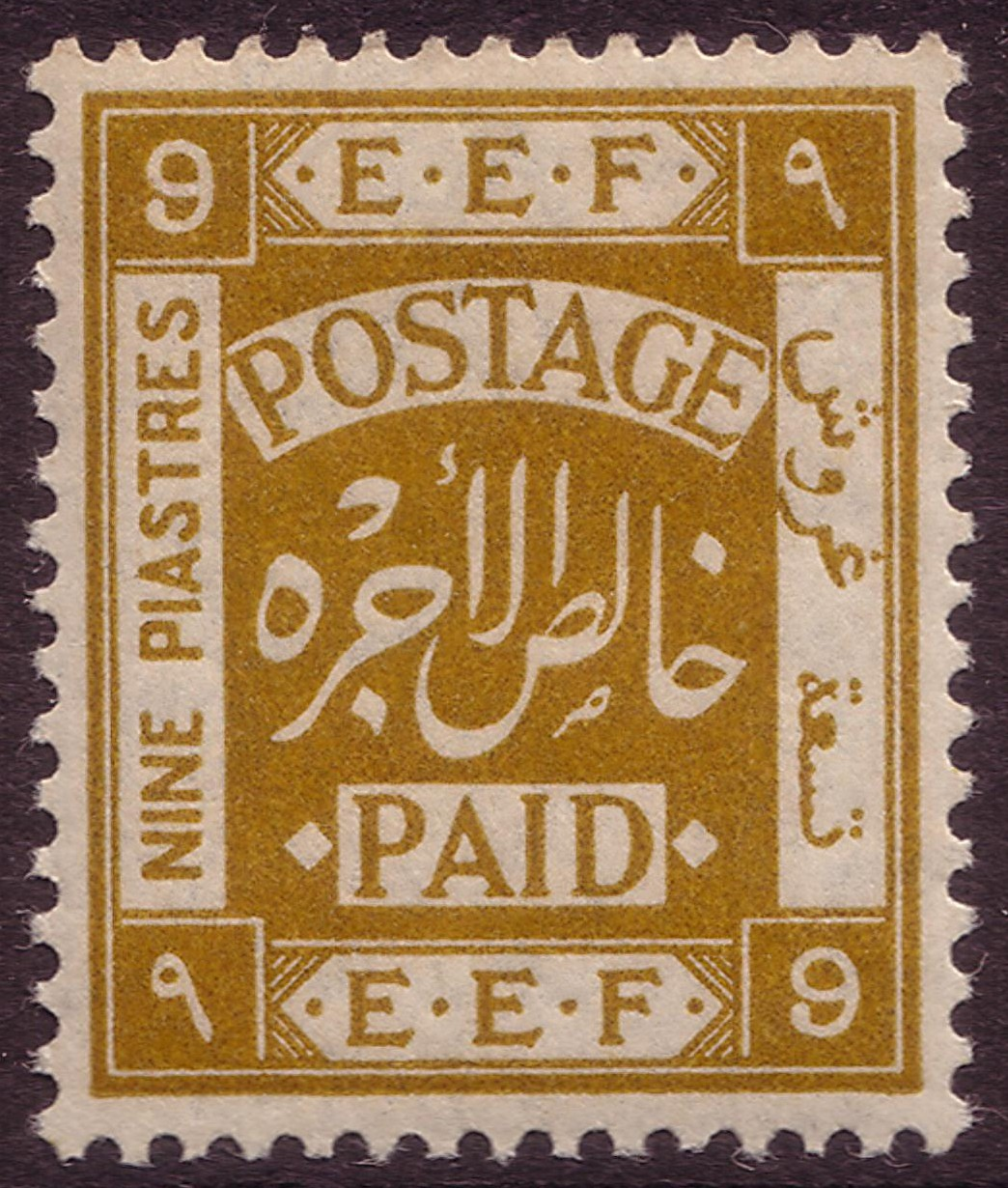
طابع بقيمة 9 قروش صادر عن قوة التجريد المصرية البريطانية في عام 1918.

في نوفمبر 1917، احتلت قوة التجريدة المصرية فلسطين،  وفي البداية، قدَّمت قوة التجريدة المصرية (والقوة الإستكشافية الهندية) خدمات البريد الأساسية للمدنيين مجانًا، مع خدمات إضافية مدفوعة بطوابع بريدية بريطانية أو هندية. وتم إلغاء البريد المجاني بعد طباعة الطوابع المناسبة. وصدر طابعان منقوش عليهما الحروف E.E.F. (1 قرش، و5 مليميمات) في فبراير 1918،  وتم تداول الطوابع الأساسية الأولى (11 قيمة) اعتبارًا من يونيو 1918. وكانت هذه الطوابع صالحة في فلسطين وقيليقية، وسوريا ولبنان وشرق الأردن. وقبل الانتداب البريطاني على فلسطين، لم تكن العبرية لغة رسمية، ولذا حملت هذه الطوابع نقوشًا عربية فقط إلى جانب الإنجليزية.

## الانتداب البريطاني (1920–1948)

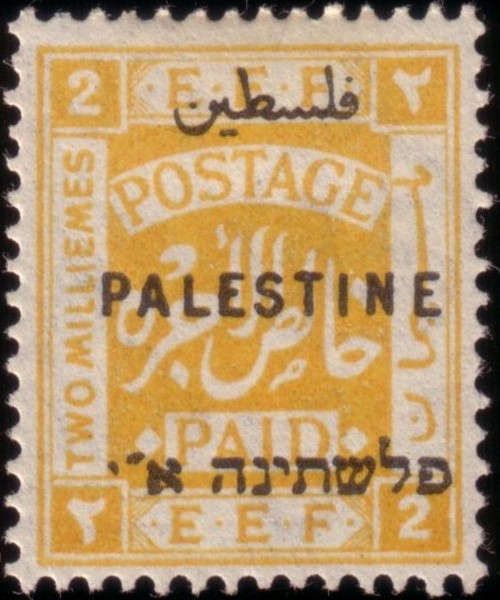
طابع الانتداب الفلسطيني رقم 2، صدر في عام 1922، يظهر ختمًا فوقيًا باللغة العربية والإنجليزية والعبرية.

في عام 1920، تم فصل شرق الأردن ودخلت الطوابع المميزة للمنطقتين حيز الاستخدام. وبما أن فلسطين كانت تحت الإدارة المدنية للانتداب البريطاني وتتبع قواعد عصبة الأمم، [i] فقد وافق المفوض السامي على طوابع وعملات معدنية تحمل اللغات الرسمية الثلاث لفلسطين أثناء الانتداب البريطاني وهي الإنجليزية والعربية والعبرية. وصدرت ست طوابع مميزة من هذا النوع بين عامي 1920 و1923، أربعة منها صُنعت في القدس واثنتان في لندن. [بحاجة لمصدر]

تحرك المحليون من اليهود والعرب لمناشدة البريطانيين بشأن الطوابع الموضحة في الصور الجانبية، حيث اعترض أعضاء المجلس اليهودي الاستشاري على الترجمة العبرية لكلمة "فلسطين" بسبب الاسم التقليدي "أرض إسرائيل"، والذي لقي أعتراضًا من الأعضاء العرب لأسباب سياسية، ولحل الخلاف قرر المفوض السامي استخدام الحروف العبرية مع الحرفين الأوليين "Eretz Yisrael"، والتي تعني "أرض إسرائيل" باللغة العبرية. وكان هذا التركيب يُستخدم دائمًا على العملات المعدنية والطوابع في فلسطين وفي جميع الإشارات في الوثائق الرسمية.

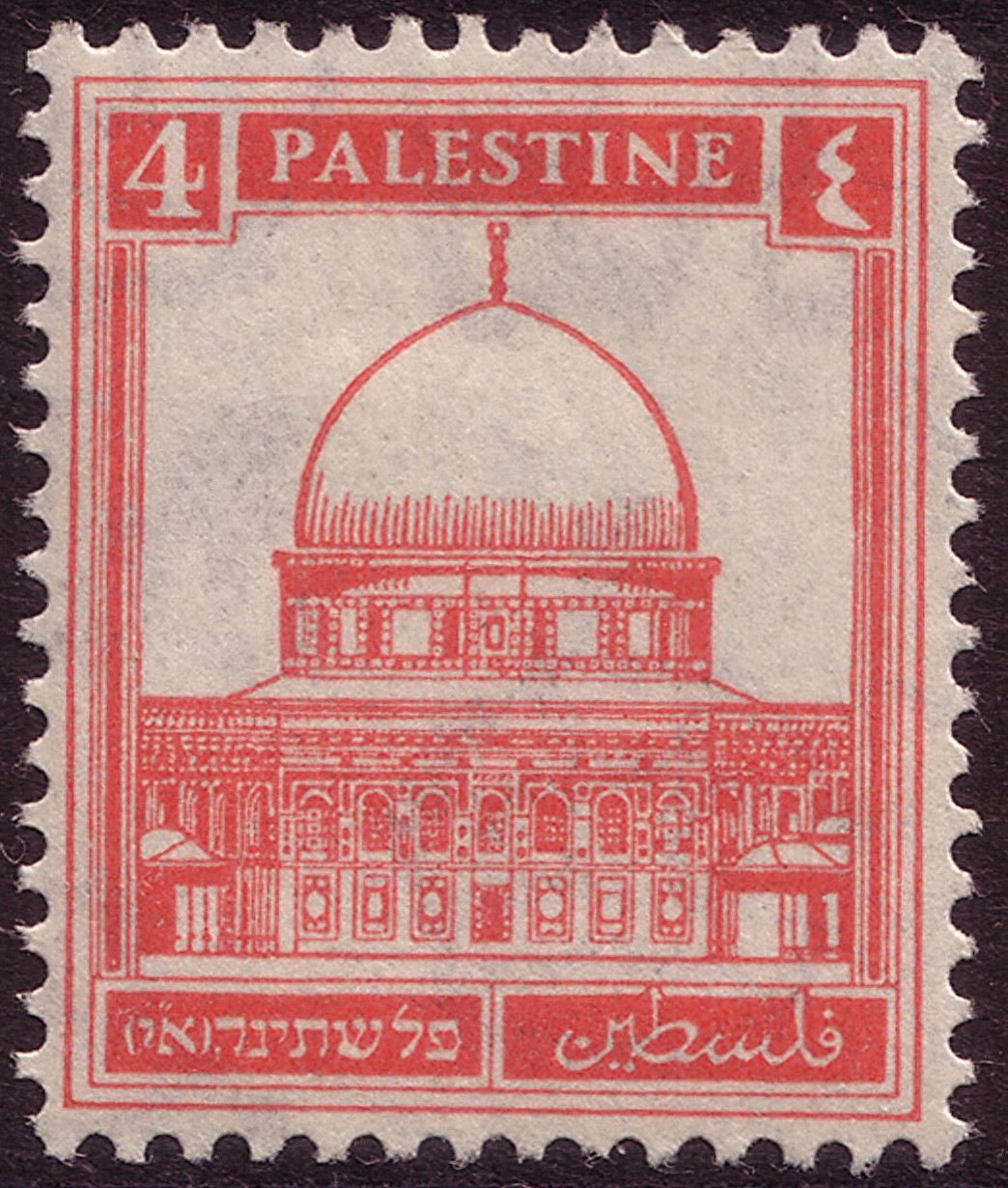
طابع الانتداب الفلسطيني رقم 4، ورق رفيع متنوع صدر عام 1927 ويصور قبة الصخرة.

خلال فترة الانتداب قدمت السلطات البريطانية خدمات البريد، وصممت خدمة البريد البريطانية أول أربعة طوابع لها في عام 1923، بناءً على اقتراح السير هربرت صموئيل (المفوض العالي)، عقب دعوة عامة للتصاميم. وصدرت القيم الأولى في هذه السلسلة من الطوابع النهائية في 1 يونيو 1927. وتضمنت الطوابع صوراً لمسجد بلال، وبرج القلعة، وقبة الصخرة ومنظر لمسجد في طبريا وبحيرة طبريا، ووفقًا للمؤروخ دونالد ريد، فإن "المناظر المتوازنة بعناية تمثل مواقع هامة للمسلمين واليهود والمسيحيين في الانتداب البريطاني." 
كانت خدمة البريد التي تديرها السلطات الانتدابية مشهورة بأنها الأفضل في الشرق الأوسط، حيث تُسلم الرسائل بشكل يومي في القدس. انضمت فلسطين إلى الاتحاد البريدي العالمي في أكتوبر 1923. وكان يُنقل البريد بواسطة القوارب والقطارات والسيارات والخيول، وبعد عام 1927، بدأ يُنقل أيضًا عن طريق الجو. بدأ بيع وتبادل قسائم الرد الدولية في عام 1926،  وانضمت إليها قسائم الرد الإمبراطورية اعتبارًا من 1 يناير 1935. وتم إدخال ورقات الرسائل الجوية (أو بطاقات الرسائل الجوية كما كانت تُعرف آنذاك) لأول مرة في فلسطين في نوفمبر 1944.
خلال فترة عدم الاستقرار في عامي 1947 و1948، تدهورت خدمات البريد البريطاني واستبدلت بخدمات مؤقتة معدلة قبل تقسيم فلسطين، [بحاجة لمصدر] وفي الوقت الذي كان يسبق نهاية الانتداب البريطاني الرسمية على فلسطين، دمرت الحكومة الانتدابية المخزون الحالي من الطوابع البريدية وأزالت فلسطين من الاتحاد البريدي العالمي. أصدر البريطانيون نحو 104 طابع يحمل اسم "فلسطين" بين عامي 1918 و1942.

### مكاتب بريد الانتداب

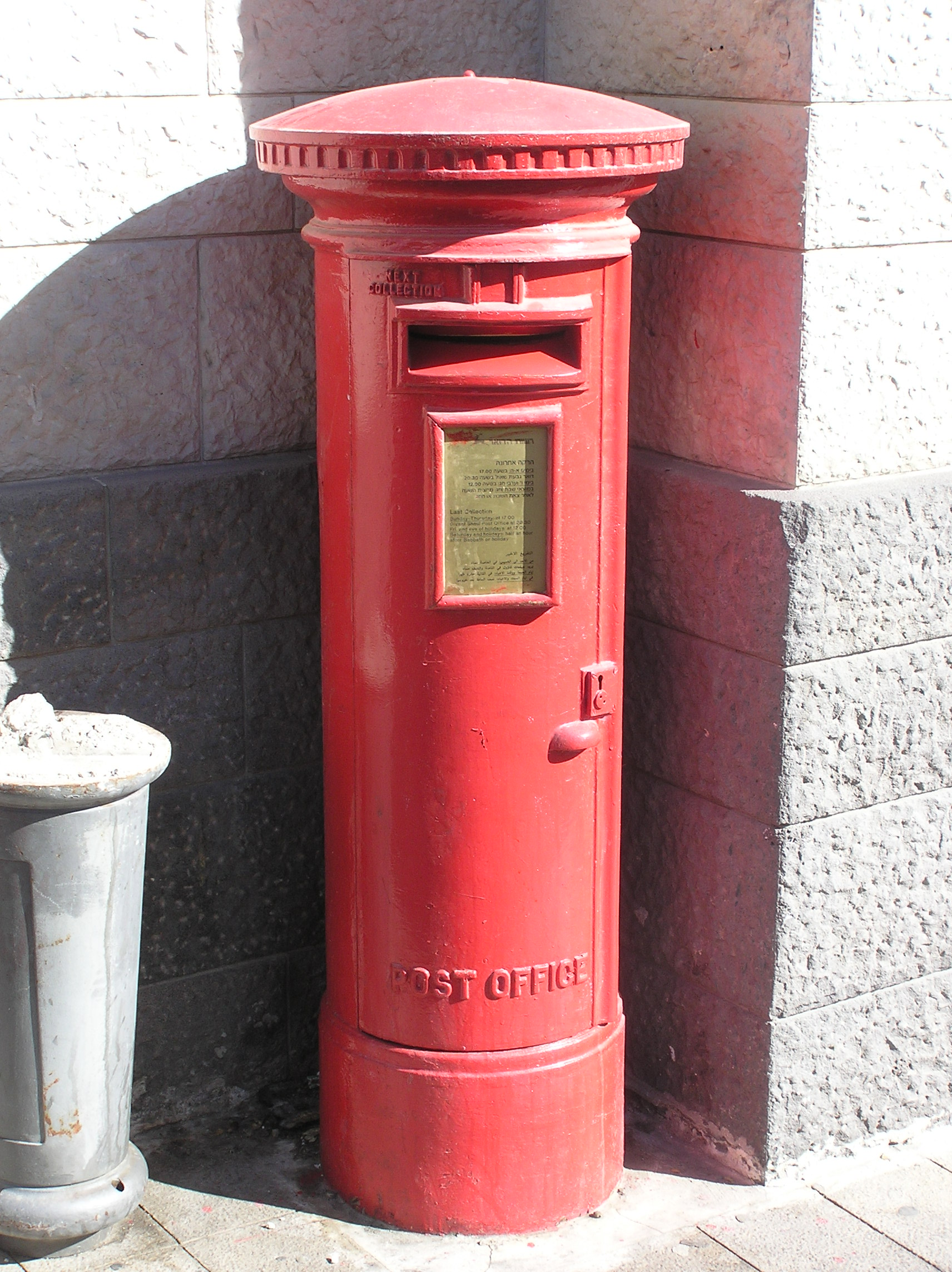
صندوق البريد العمودي في فترة الانتداب.

خلال الانتداب البريطاني على فلسطين، عمل نحو 160 مكتبًا بريديًا، ووكالة ريفية، ومكتب بريد متنقل، ووكالة مدينة، بعضها لفترات قصيرة فقط، والبعض الآخر لطول الفترة بأكملها. وعندما تقدمت قوات الحلفاء في 1917 و1918، خدمت مكاتب البريد الميدانية ومكاتب بريد الجيش السكان المدنيين المحليين. وتحول بعض هذه المكاتب لتصبح مكاتب بريد ثابتة للجيش، وأصبحت مكاتب بريد مدنية بعد إنشاء الإدارة المدنية. وفي عام 1919 كان يزجد خمسة عشر مكتبًا، وارتفع عددها إلى حوالي 100 في عام 1939، وإلى حوالي 150 بنهاية الانتداب في مايو 1948. وبما أن معظم أرشيف مكتب البريد العام في القدس تم تدميره، تعتمد الأبحاث بشكل كبير على هواة جمع الطوابع لتسجيل العلامات البريدية المميزة وتواريخ استخدامها.

### اسعار طوابع الانتداب
بعد احتلال قوات التحالف في عام 1917، أصبحت الطوابع البريدية الأساسية مجانية للمدنيين، وكان يتعين تحميل رسوم التسجيل والطرود باستخدام الطوابع البريدية البريطانية أو الهندية، وبمجرد طرح طوابع EEF المطبوعة في القاهرة للبيع، فُرضت رسوم على الوجهات الخارجية اعتبارًا من 10 فبراير 1918، واعتبارًا من 16 فبراير 1918 أيضًا إلى الأقاليم المحتلة آنذاك ومصر.
اتبعت هيكل الأسعار البريدية ممارسات بريطانية عمومًا، وأضيفت خدمات جديدة مثل البريد الجوي والتسليم السريع على مدار السنوات. ومن عام 1926، تم تطبيق أسعار مخفضة للبريد المرسل إلى بريطانيا وأيرلندا، ومن 1 مارس 1938 حتى 4 سبتمبر 1939، كانت فلسطين جزءًا من نظام أسعار البريد الجوي للإمبراطورية.

## الخدمات البريدية الانتقالية والمحلية (1948)
في أوائل عام 1948، ومع انسحاب الحكومة البريطانية، خضعت المنطقة لعملية تحول عنيفة، أثر على جميع الخدمات العامة. وبحسب ما ورد كانت خدمة البريد فوضوية وغير موثوقة. [بحاجة لمصدر] وقد أغلقت تقريبًا جميع العمليات البريدية البريطانية خلال شهر أبريل، وانتهت الخدمات الريفية في 15 أبريل، وأوقفت المكاتب البريدية الأخرى عملياتها بحلول نهاية أبريل 1948، باستثناء المكاتب البريدية الرئيسية في حيفا، ويافا، والقدس، وتل أبيب، والتي استمرت حتى 5 مايو.
يُزعم أن القنصلية الفرنسية في القدس أصدرت طوابع في مايو 1948 لموظفيها والفرنسيين المحليين، وبأن طوابع فرنسا مرت بثلاث إصدارات: الأول والثاني كُتب عليها عبارة "شؤون خارجية" (بالفرنسية: Affaires Étrangères)‏ وهو مجاني، بينما كان الثالث مكتوب عليه "ماريان" بقيمة 6 فرنكات، وقامت القنصلية أيضًا بإنشاء إلغاء خاص بها "البريد الفرنسي في القدس - (بالفرنسية: Jerusalem Postes Françaises)‏"،  وكشفت أبحاث هواة جمع الطوابع أن البريد الفرنسي في القدس ما هو إلا عملية احتيال نفّذها ابن القنصل الذي كان يشغل المنصب في ذلك الوقت،  على الرغم من أن بعض محبي الطوابع البريدية يصرون على زعمهم بأن الخدمة البريدية وطوابعها حقيقية.

### مينهلت هام

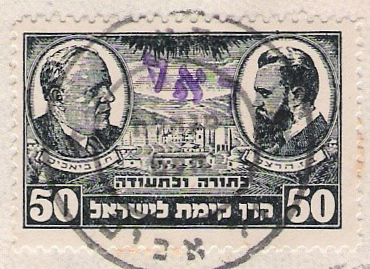
ختم الصندوق القومي اليهودي مع طبعة دوار في تل أبيب، مايو 1948

في أوائل مايو 1948، لم تكن الحكومة اليهودية المؤقتة المعروفة باسم مينهيليت هعام، قد أنهت استعدادها لإصدار طوابع بريدية خاصة بها، لذا استخدمت بعض الطوابع الموجودة مسبقًا،  وهي طوابع خاصة بالصندوق القومي اليهودي كانت قد طُبعت منذ عام 1902 لأغراض جمع التبرعات،  وكذلك طوابع الضرائب المحلية. وقد أُضيفت على الطوابع كتابات بالعبرية تعني "بريد"،  بينما لم يتم إضافة أي كتابات على طوابع الضرائب المحلية. وقد طُبعت طوابع الصندوق القومي اليهودي في الفترة من 3 إلى 14 مايو 1948، [بحاجة لمصدر] واوقفت بيعها في 14 مايو 1948، حيث أمرت بإعادة المخزون المتبقي وإتلافهه  سُمح باستخدام هذه الطوابع حتى 22 مايو 1948. وظلت الأسعار البريدية للانتداب دون تغيير خلال هذه الفترة.
نظرًا لأن القدس كانت تحت الحصار، فقد استمر سكانها في استخدام طوابع الصندوق القومي اليهودي حتى 20 يونيو 1948، وعندما وصلت الطوابع الإسرائيلية إلى المدينة، كانت تحمل خريطة لخطة تقسيم الأمم المتحدة لفلسطين.
استخدمت مينهلت هاعام 31 طابعًا مُختلفًا للصندوق القومي اليهودي، بسبب اختلاف الطوائف والطباعة الفرعية، ويوجد على الأقل 104 نوعًا مدرجًا في الكتالوج. تتضمن ثماني طوابع جنود مظليين يهود قتلوا خلال الحرب العالمية الثانية، كما كرم الصندوق القومي اليهودي أيضًا الكيبوتسات، واللواء اليهودي، والتخنيون، وانتفاضة غيتو وارسو، وسفينة المهاجرين غير الشرعيين (عليا بت)، والصهاينة يهوشوا هانكين، وحاييم وايزمان، وإليعيزر بن يهودا، وتيودور هرتزل مع حاييم نحمان بياليك.

### الخدمات البريدية المحلية
في مدينة صفد، حاولت عصابات الهاجاناه فرض سيطرتها بعد رحيل البريطانيين في أبريل، واستعان الهغانا بأمين بريد لطباعة ظروف بريدية لم تُستخدم أبدًا، فضلا عن 2200 طابعًا (10 مليم لكل منها)، كتب عليها بالعبرية: "بريد صفد إريتز إسرائيل". وبمجرد ختمها كانت الهاغانا توجّه البريد عبر روش بينا، وكانت هذه الطوابع الطارئة لصفد هي الطوابع الوحيدة التي أصدرتها الهغانا. وطُرحت طوابع "دوار إبري" للبيع في صفد في 16 مايو 1948.
في ريشون لتسيون صوت المجلس المحلي لإصدار طوابع خاصة بهم لتقديمها خدمة بريدية عبر سيارة مصفحة، وبدأ بيع الطوابع لأول مرة في 4 أبريل 1948، قبل أكثر من شهر من إنشاء دولة إسرائيل وتوقفت الخدمة في 6 مايو،  ولم تُصرح هذه الطوابع رسميًا من مينهيليت هعام.
خلال حرب 1948 قُطعت مدينة نهاريا عن العالم الخارجي، فأصدرت إدارة المدينة طوابع بريدية محلية بدون ترخيص من مينهيليت هعام.

## بعد عام 1948
منذ عام 1948، تمتلك مصر والأردن وإسرائيل والسلطة الوطنية الفلسطينية إدارات بريدية في المنطقة.

### مصر والأردن

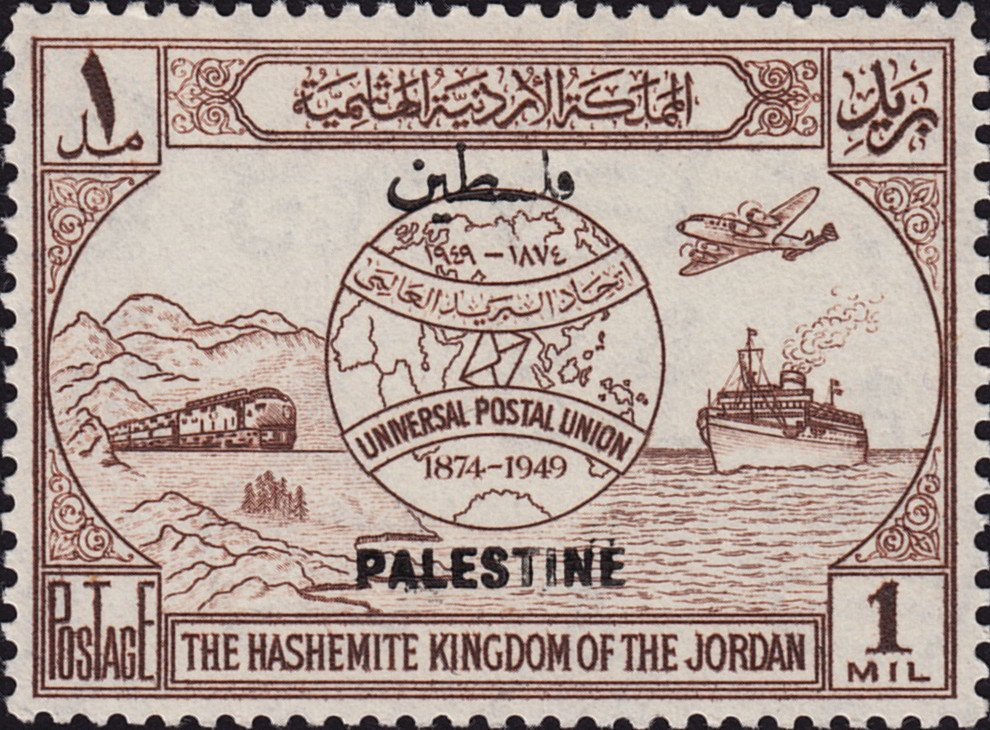
1949 طابع أردني مع طبع فلسطيني

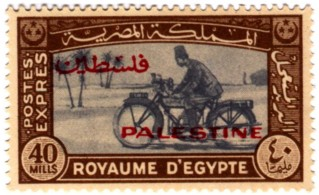
ختم مصري عام 1944 مع طباعة متراكبة لفلسطين عام 1948

قدمت مصر والأردن الطوابع البريدية لغزة والضفة الغربية (بما في ذلك الطوابع البريدية للقدس الشرقية) بين عامي 1948 و1967، وعلى حد سواء طبع كلا البلدين كلمة "فلسطين" فوق طوابعهم،  ومن بين هذه الطوابع "الفلسطينية" تم إدراج 44 طابعًا صادرًا عن الأردن، و180 طابعًا صادر عن مصر في كتالوجات سكوت، [بحاجة لمصدر] وفي بعض الأحيان أصدرت اللجنة العربية العليا وكيانات أخرى طوابع أخرى.
في الخامس من مايو عام 1948 أنشأت مصر خدمات بريدية وأصدرت طوابع مصرية مع وضع طبعة فوقية تحمل اسم فلسطين باللغتين العربية والإنجليزية، واستخدمت مصر في الغالب طوابع دينية، واحدة منها كانت طابعاً للبريد السريع يصور دراجة نارية، وطوابع جوازات السفر الجوي التي تحمل صورة الملك فاروق.
في الضفة الغربية، قبل انضمامها إلى الأردن في عام 1950، أصدرت السلطات الأردنية طوابع منذ عام 1948 وحتى أبريل عام 1950. وقد استخدم الأردنيون الطوابع الدائمة والتي تحمل رسوم البريد والطوابع الضريبية الإجبارية، مع إضافة طبعات "فلسطين" باللغتين العربية والإنجليزية.

### إسرائيل

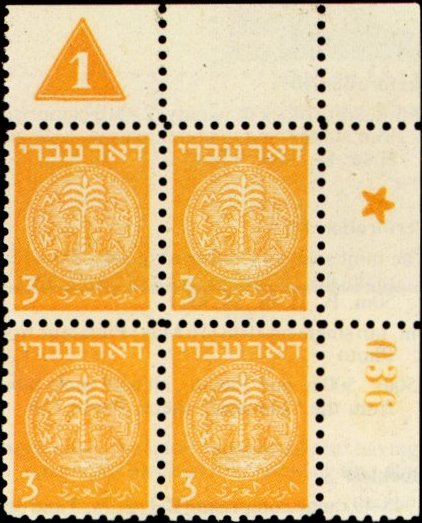
من سلسلة الطوابع الأولى في إسرائيل والتي تظهر شيكل من الحرب اليهودية الرومانية الأولى.

منذ 16 مايو 1948 أصدرت دولة إسرائيل طوابعها البريدية عبر شركة البريد الإسرائيلي، كانت المجموعة الأولى من الطوابع تحمل عنوان "(بالعبرية: דואר עברי) والتي تعني البريد العبري، في حين أصدرت طوابع لاحقة باسم إسرائيل، وتحتوي طوابع إسرائيل على ثلاث لغات، العربية والإنجليزية والعبرية، تماشياً مع ممارسة الانتداب البريطاني على فلسطين. أصدرت شركة البريد الإسرائيلي طوابع للبريد المستحق وأزواج "تيتي بيتش" في عام 1948، وطوابع جوية في عام 1950، وطوابع للبريد الرسمي في عام 1951، وطوابع مؤقتة في عام 1960. يدير الجيش الإسرائيلي نظامًا بريديًا عسكريًا.
في عام 1955، بدأت أول مكتب بريدي متنقل في إسرائيل في النقب. وبحلول عام 1990، كانت هناك 53 طريقًا لخدمة 1,058 موقعًا، بما في ذلك المستوطنات الإسرائيلية في الضفة الغربية وقطاع غزة. وفي عامي 1982 و1984 أصدرت طوابع بدون تحديد القيمة.
أنتجت إسرائيل إجمالي 110 طابعًا جديدًا في الستينيات، و151 في السبعينيات، و162 في الثمانينيات، و216 في التسعينيات. ومنذ عام 2000 أصدرت أكث من 320 طابعًا جديدًا. تحتوي طوابع إسرائيل على ألسنة مميزة، في هوامش الأوراق المطبوعة، مع نقوش باللغة العبرية وعادة الإنجليزية أو الفرنسية.
من عام 1967 إلى عام 1994، شغلت إسرائيل خدمات بريدية في الضفة الغربية وقطاع غزة، وتواصل تقديم الخدمات البريدية في القدس الشرقية ومرتفعات الجولان السورية.

### السلطة الوطنية الفلسطينية
بدءًا من عام 1994، أنشأت السلطة الوطنية الفلسطينية مكاتب بريد في جميع أنحاء الأراضي الفلسطينية، وطوّرت ختما بريديا فريدا من نوعه وأصدرت العديد من الطوابع والأوراق البريدية الخاصة بها منذ عام 1994، باستثناء عامي 2004 و2007.
يحق للسلطة الوطنية الفلسطينية إدارة العمليات البريدية وإصدار الطوابع والأدوات البريدية وتحديد الأسعار، بموجب الاتفاقيات الموقعة بين إسرائيل والسلطة الوطنية الفلسطينية بعد اتفاقات أوسلو. وفي عام 1999، اتفقت السلطة الوطنية الفلسطينية وإسرائيل على إمكانية إرسال بريد السلطة الفلسطينية مباشرة إلى مصر والأردن. انتقدت وزارة الاتصالات وتكنولوجيا المعلومات في السلطة الوطنية الفلسطينية بشدة الخدمات البريدية في المناطق الخاضعة للسيطرة الإسرائيلية.
على الرغم من بعض الشكوك الأولية في الأوساط البريدية، فقد جاءت الطوابع الفلسطينية لتستخدم في الأنشطة البريدية داخل فلسطين وكذلك للاتصالات البريدية الدولية أيضًا، وتتفق الاتحاد البريدي العالمي ودول الأعضاء عمومًا على عدم الاعتراف بالطوابع التي تصدرها الإدارات التي لم تحقق الاستقلال الكامل، على الرغم من أن الاتحاد البريدي العالمي يحافظ على الروابط ويدعم هذه الإدارات.

### طوابع دولة فلسطين
في 9 يناير 2013، صدر أول طابع يحمل عبارة "دولة فلسطين" من دائرة البريد الفلسطينية،  وكانت هذه الخطوة في أعقاب الترقية التاريخية لبعثة منظمة التحرير الفلسطينية (السلطة الفلسطينية) في الأمم المتحدة إلى وضع المراقب الدائم كدولة غير عضو في 29 نوفمبر 2012.